# Ernest Mandel
Ernest Ezra Mandel (Frankfurt, 5 de abril de 1923 – Bruxelas, 20 de julho de 1995) foi um economista e político belga, considerado um dos mais importantes dirigentes trotskistas da segunda metade do século XX. Além disso, foi significativa a sua contribuição téorica ao Marxismo antistalinista. Como economista, especializou-se no estudo das crises cíclicas. Também era conhecido como Ernest Germain, Pierre Gousset, Henri Vallin, Walter etc.

## Vida
Ernest Mandel era filho de Henri e Rosa Mandel, judeus poloneses que emigraram para a Alemanha. Seu pai, Henri, foi membro fundador da Liga Espartaquista de Rosa Luxemburgo e Karl Liebknecht, germe do futuro Partido Comunista da Alemanha.
Nos anos 1930 sua família sai da Alemanha, transferindo-se para a Bélgica. A casa da família em Antuérpia transforma-se então em abrigo para refugiados alemães. Em 1939, o jovem Mandel, então com 16 anos, ingressa na seção belga da Quarta Internacional. Aos 18, já era membro do seu Comitê Central, trabalhando então na clandestinidade.
Durante a Segunda Guerra Mundial, Mandel atua na Resistência contra o nazismo. Preso em 1944, é levado à prisão de Saint-Gilles, em Bruxelas, de onde consegue fugir antes de ser deportado para Auschwitz.
Após a guerra, durante o Congresso Mundial da Quarta Internacional de 1946, Mandel é eleito para a liderança do Secretariado Internacional da organização. Tinha 23 anos. Até a publicação do seu livro Teoria Econômica Marxista na França, em 1962, os artigos de Mandel eram escritos sob vários pseudônimos e suas atividades ligadas à Quarta Internacional eram pouco conhecidas fora dos círculos de esquerda. Nesse mesmo ano, retoma seus estudos econômicos, interrompidos pela guerra e pela ocupação da Bélgica em 1941. Obtém a licenciatura pela École Practique des Hautes Études da Sorbonne, na França, em 1967.
A partir de 1968 Mandel torna-se uma figura pública, sendo conhecido como político marxista, ao percorrer várias universidades européias — (Turim, Louvain, Berlim, Cambridge, Lunde) — e americanas, ministrando conferências sobre socialismo, imperialismo e revolução.
Apesar de sua reputação científica e da sua grande popularidade entre os estudantes, a partir do final da década de 1960 até os anos 1970 Mandel foi oficialmente impedido de ingressar em vários países ocidentais, por ser considerado perigosamente subversivo — possivelmente um terrorista. Por anos a fio, Mandel não teve permissão de entrada em países como a antiga Alemanha Ocidental, Estados Unidos, França, Suíça e Austrália, o que resultou em aumento de sua popularidade e provocou protestos públicos em vários países. Ele também foi impedido de visitar os países do Leste Europeu até 1989, exceto a antiga Iugoslávia, onde participou de várias conferências de intelectuais socialistas .
Embora oficialmente impedido de entrar na antiga Alemanha Ocidental, em 1972 obteve seu PhD, com a menção summa cum laude, na Universidade Livre de Berlim por sua tese Der Spätkapitalismus – Versuch einer marxistischen Erklärung ("O Capitalismo tardio — uma tentativa de explicação marxista"). O conceito de capitalismo tardio refere-se à fase contemporânea do desenvolvimento capitalista. Era por ele mesmo considerada a sua obra mais importante. Lecionou na Universidade Livre de Berlim por alguns meses e posteriormente tornou-se lente da Universidade Livre de Bruxelas.
Finalmente, em 1978 recebeu o importante Prêmio Alfred Marshall, da Universidade de Cambridge, por suas conferências sobre os ciclos longos do desenvolvimento capitalista, ministradas naquela Universidade.
Mandel também atuou em defesa de vários intelectuais dissidentes de esquerda, submetidos à repressão política. Defendeu também o cancelamento da dívida do Terceiro Mundo e durante a era Gorbachev liderou uma petição pela reabilitação dos acusados nos Processos de Moscou (1936-1938), durante o stalinismo.
Nos últimos anos de sua vida, Mandel viajou pela Rússia, para defender sua visão de um socialismo livre e democrático.

## Atividade e Pensamento Político
Em meados da década de 1930 Henri Mandel se aproximou politicamente da Quarta Internacional, cuja liderança belga frequentava sua casa. Muitos trotskistas passavam pelo refúgio dos Mandel e Ernest logo caiu sob sua influência política. Ernest Mandel se tornou um apaixonado antiestalinista especialmente depois das experiências da Guerra Civil Espanhola e com os Processos de Moscou desencadeados por Stálin .
Enquanto Henri estava cada vez mais desmotivado pela ascensão do fascismo e do estalinismo, o comprometimento de Ernest com a militância se intensificada. Logo após a fundação da Quarta Internacional em setembro de 1938 Ernest Mandel se juntou a suas fileiras como membro do Parti Socialiste Révolutionnaire (Partido Socialista Revolucionário, PSR) belga aos 15 anos .
Em maio de 1940, a Alemanha ocupou a Bélgica e alguns meses mais tarde a casa dos Mandels se transformara num verdadeiro num centro de organização clandestina da resistência ao fascismo. Nos dois anos seguintes Ernest Mandel viajou constantemente ajudando a organizar partidários nas minas de carvão e nos portos, escrevendo folhetos e documentos, analisando as tendências do movimento operário. Era confiante, corajoso, erudito — e ainda um adolescente . Em 1942 é eleito para o bureau político do Parti Comuniste Révolutionnaire(Partido Comunista Revolucionário, PCR) como o PSR passara a ser conhecido .
Em fevereiro de 1944 Ernest Mandel estava presente na de pré-conferência européia da Quarta Internacional onde conheceu Michel Pablo (Michel Raptis). O clima predominante nessa conferência era de que a revolução europeia era iminente, e que as rebeliões em massa observadas na Itália iriam se arrastar todo o continente até os nazistas caírem. A conferência acreditava que este movimento seria liderado pelo ressurgimento da classe operária alemã. Apenas Ernest Mandel e seu companheiro Abram Leon discordaram desta visão e eram mais cautelosos e realista sobre os danos causados à consciência, organização e combatividade do movimento operário europeu pela histórica derrota que lhe foi infligida pelo fascismo..
Depois do Congresso Mundial da Quarta Internacional em 1946, Mandel foi eleito membro da direção no Secretariado Internacional. Na década de 1950 defende a linha pablista do entrismo sui generis ele próprio se incorpora ao Partido Socialista Belga, onde dirigia uma tendência de militantes socialistas marxistas. Passa a editar o jornal socialista La Gauche. Ernest Mandel e seu grupo foram expulsos do Partido Socialista pouco depois da greve geral de 1960, convocada pela CGTB. O grupo de Ernest Mandel foi expulso por se opor a coalizão com os democratas-cristãos que estavam no governo, por continuarem a exercer o controle operário em numerosas empresas — coisa que os sociais-democratas não queriam — e pela luta que travavam contra a lei de greve, que era aceita pelos sociais-democratas .
Em 1965, Mandel tentou continuar sua linha entrista ao fundar a União da Esquerda Socialista, que não conseguiu avançar, e por fim se transformou numa espécie de refúgio para os esquerdistas sem-teto. Somente em 1971 Ernest Mandel consegue reunir um grupo de trotskistas na Liga Operária Revolucionária, dez anos após a greve belga e duas décadas depois que os líderes do Secretariado Internacional da Quarta Internacional sancionaram o "entrismo sui generis" .
Na década de 1970, Mandel estava morando em Paris, onde atuou na Secretaria Internacional do Secretariado Unificado da Quarta Internacional (SUQI), reunindo-se duas vezes por semana com os líderes trotskistas de várias partes do mundo. Mandel foi uma figura chave em toda esta década. Mas, ao início de 1980 surgiram atritos, e em meados da década Mandel estava cada vez mais marginalizado da direção. As disputas giravam em torno das perspectivas para a revolução mundial. Depois das decepções com rumo dos acontecimentos na América Central e do Sul nos anos 1970 e início de 1980, onde a "via guerrilheira" que apoiava Mandel se havia revelado um desastre .
Porém a disputa se tornou mais polarizada quando, Mandel viu a ascensão de Mikhail Gorbachev em 1985 na URSS como prenúncio de uma revolução política. Mandel investiu todo o seu futuro intelectual e emocional, nesta perspectiva, e ele mesmo considerava Boris Iéltsin "um radical anti-burocrata" .
Em dezembro de 1993 Ernest Mandel sofreu um ataque cardíaco grave, que diminuiu radicalmente a sua energia. Apenas um mês após o 14 º Congresso Mundial da SUQI, realizada na Bélgica em junho de 1995, Mandel desmaiou e morreu em casa, aos 72 anos.

## Principais obras traduzidas
- Tratado de economia marxista (Bertrand ed., 1962).
- Iniciação á teoria economica (Afrontamento ed., 1963).
- Teoria marxista do Estado (Delfos ed., 1972).